# Водное хозяйство Ташкента

Ташкент. Схема рек, каналов и парков города по состоянию на начало XXI века

Город Ташкент находится в долине реки Чирчи́к, которая в настоящее время протекает частично по территории города, на его крайнем юге.
Общий вид каналов и рек, протекающих по территории Ташкента, по состоянию на начало XXI века можно посмотреть на приводимой подробной схеме.
В междуречье каналов Бозсу и Салара находится самая большая по площади зона отдыха города — Ботанический сад и зоопарк. На берегах канала Анхор расположены Парк им. Навои и Национальный парк Узбекистана с крупнейшим в городе искусственным озером. На берегах одного их самых древних водотоков города Салара также расположена зелёная зона спорткомплекса НБУ и парк «Мирзо Улугбек» (бывший парк им. Тельмана) и ещё четыре зелёные зоны.

## Водотоки

Ташкент. Схема рек и каналов города по состоянию на конец XX века

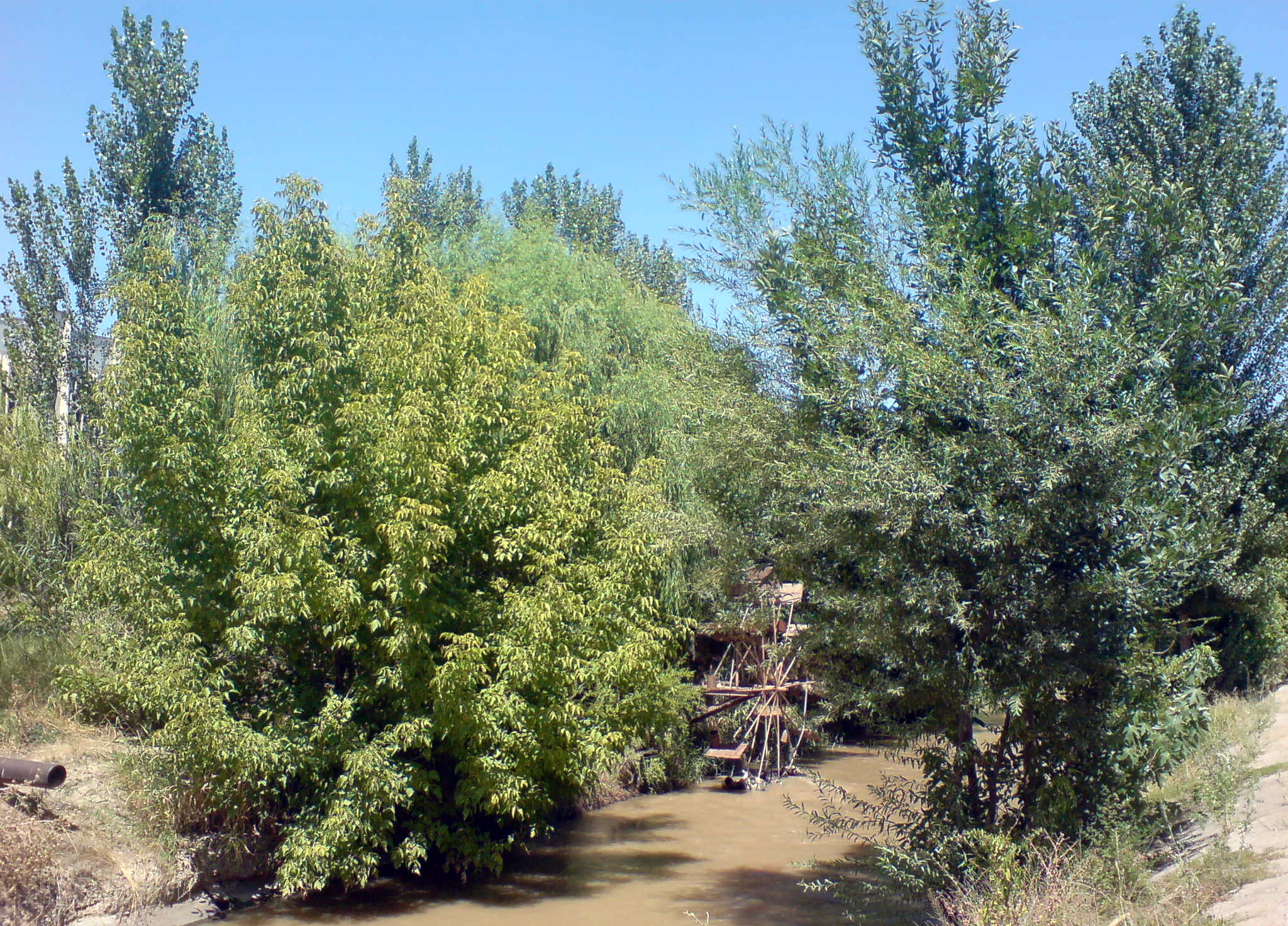
Каракамыш. Виден макет чигиря (водоподъёмного устройства)

Центральная часть города в 1932 году. Виден канал Чаули

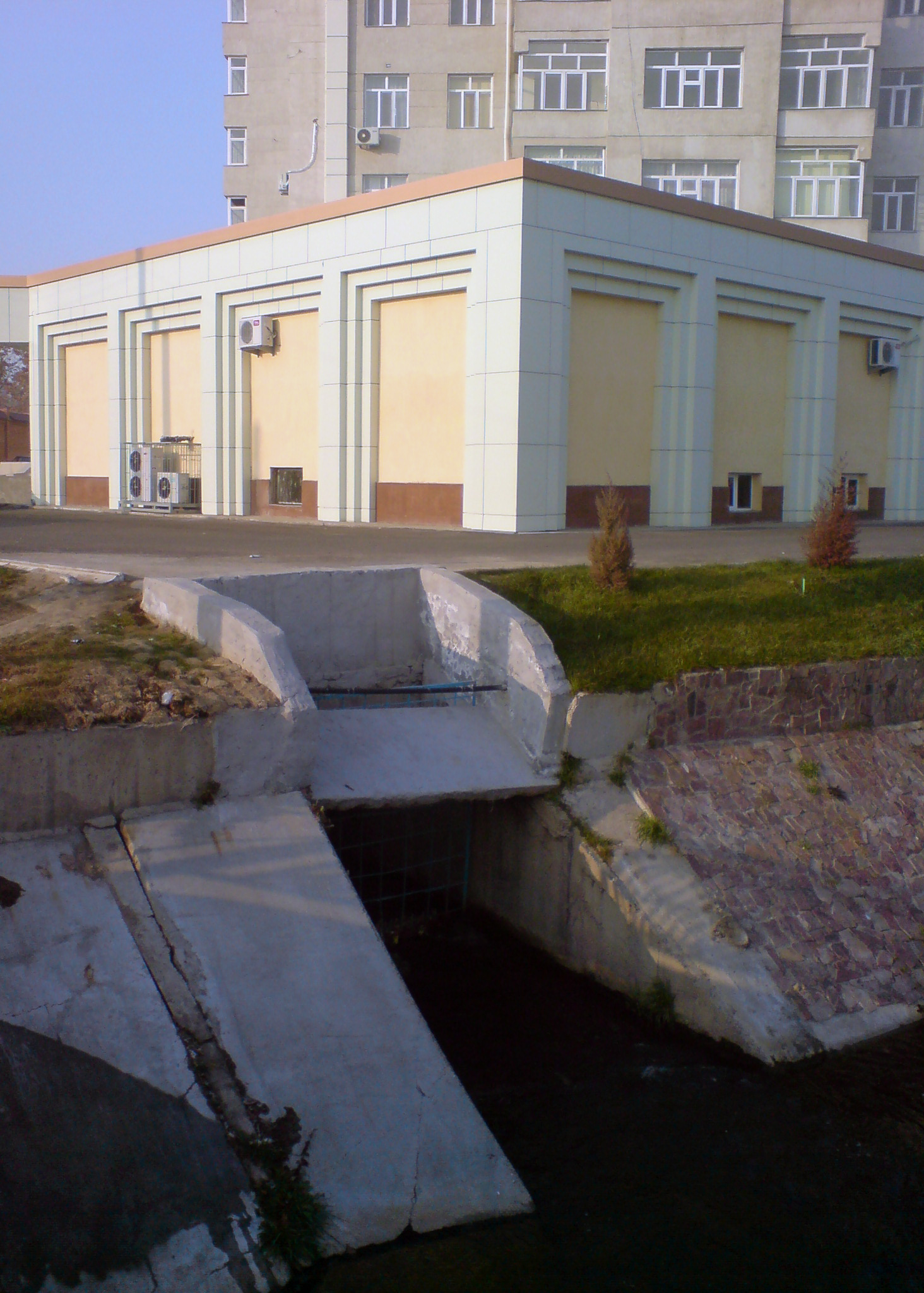
Чаули у впадения в Салар

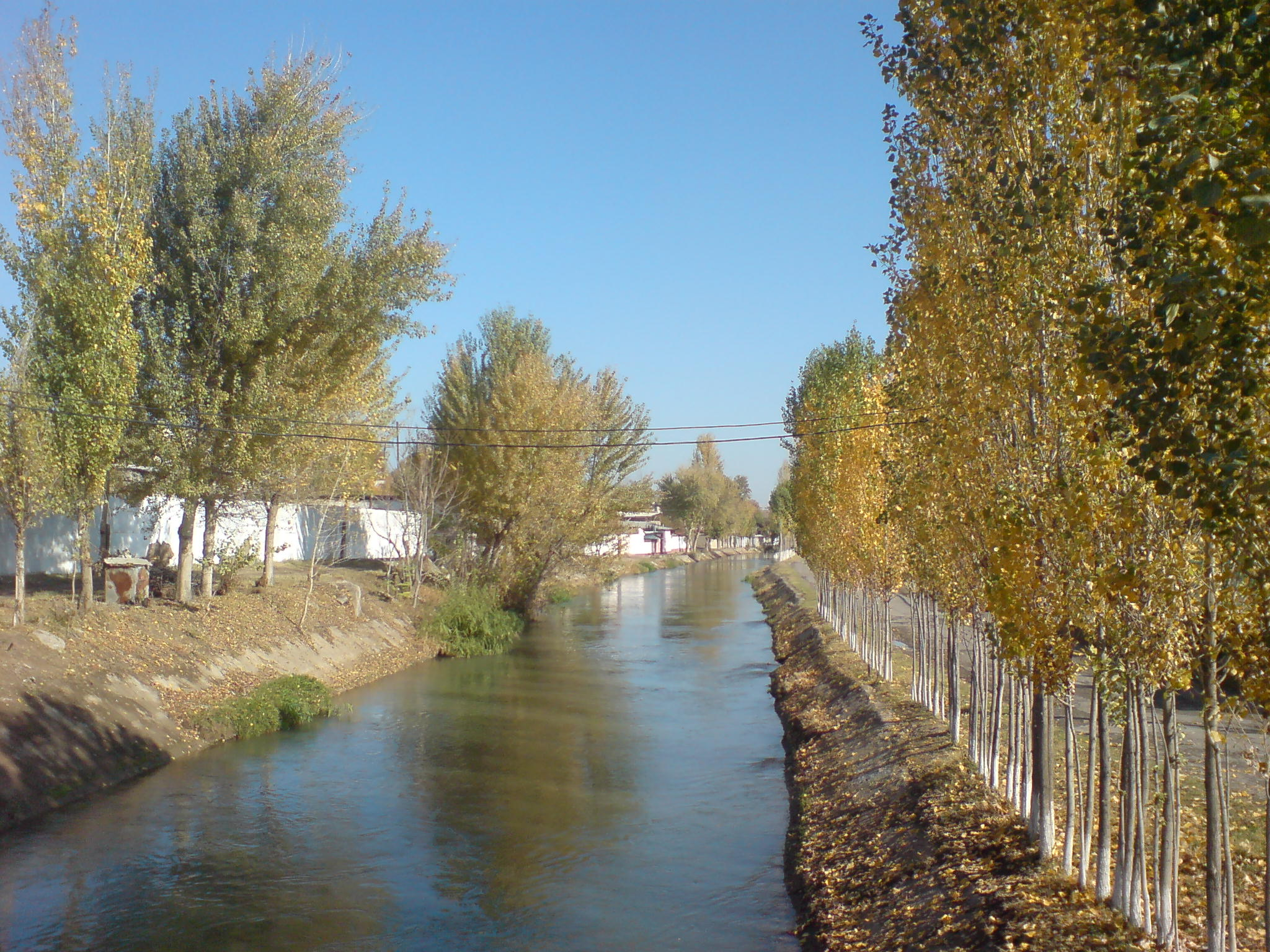
Джун

Чирчи́к — река, протекающая по крайнему югу Ташкента, в Бектемирском и Сергелийском районах. Вода в каналы Ташкента прямо или опосредованно поступает из Чирчика. На территории Ташкента даёт начало каналу Бектемир, на границе города — крупному арыку Чартак.
По территории города протекает большое количество каналов и арыков. Крупнейшими каналами являются:

### Бозсуйская водная система
Бозсу́ — крупнейший канал, питающий водой многие другие каналы Ташкента. Правый отвод Чирчика, который начинается в городе Чирчике. Верхнее течение захватывает северо-восток Ташкента. Не существует единого мнения, где заканчивается Бозсу. На территории города канал резко теряет в полноводности из-за отводов, становится на некоторое время небольшим арыком (сейчас вдобавок убранным в гидротехнические трубы под землю), а затем вновь пополняется за счёт притоков. Иногда название «Бозсу» сохраняют только для верхнего течения, не распространяя его на остальное русло, которое  тогда рассматривают как отдельный канал Нижний Бозсу (кроме того, маловодный участок, который связывает верхнее и нижнее течение Бозсу, рассматривается как ещё один самостоятельный канал Джангоб). Воды Нижнего Бозсу достигают реки Сырдарьи. Другие источники считают канал Бозсу единым на всём протяжении. Основными отводами Бозсу, протекающими по Ташкенту, являются каналы Карасу, Салар, Калькауз и Анхор, крупные арыки Аккурган и Дарбазакент (четыре последних берут начало на территории города). Нижний Бозсу вбирает в себя воды Актепы и Каракамыша. Бозсу является энергетическим трактом для каскада ГЭС.
Карасу́ — левый отвод Бозсу, который начинается от Аккавакской ГЭС в Кибрайском районе Ташкентского вилоята и протекает по юго-восточной и южной (не считая Сергели и Бектемира) части Ташкента (по названию канала назван массив Карасу). Ранее впадал в Салар, сейчас оканчивается у южного терминала Ташкентского аэропорта. Даёт начало крупному арыку Урус, вбирает в себя воды крупного арыка Тал.
Сала́р — левый отвод Бозсу, который начинается в посёлке ТашГРЭС Кибрайского района Ташкентского вилоята. Пересекает Ташкент с северо-востока на юго-запад, протекая по центру города. Не существует единого мнения, где заканчивается Салар. В Зангиатинском районе Ташкентского вилоята от русла вправо отходят крупные арыки Каракульдук и Ниязбаш, течение ниже этой точки иногда рассматривают как самостоятельный канал Карасу, а иногда относят к Салару. Воды Ниязбаша и Каракульдука достигают Чирчика. Даёт начало каналу Джун. В прошлом вбирал в себя воды Правобережного Карасу (протока Салара, куда впадал этот канал, также носит название Карасу).
Джун — правый отвод Салара, начинается на юго-западе Ташкента, у границы города (в районе ул. Чаштепинской) и вскоре выходит за его пределы. На берегу Джуна стоит городище Шаштепа. В Ташкентском вилояте даёт начало многим арыкам, оставшаяся в русле вода вливается в Нижний Бозсу.
Чаули́ — левый отвод Бозсу, брал начало в районе Парка победы (Аквапарк), протекал по центру Ташкента с севера на юг и впадал в Сала́р за центральным железнодорожным вокзалом. Вбирал в себя воды Аккургана. В прошлом достаточно полноводный, ныне полностью убран в гидротехнические трубы. На берегу Чаули в районе современного ОДО был построен первый военный лагерь русских войск в Ташкенте.
Калька́уз — правый отвод Бозсу, древний канал, который некогда питал водой Старый город. Протекает по историческим кварталам на северо-западе города. Даёт начало каналу Кечкурук (который сохраняет направление вышележащего участка Калькауза и большую часть его объёма) и крупному арыку Кукча. Нижнее течение (после отхода Кукчи или несколько дальше) принято рассматривать как самостоятельный арык Чагатай.
Дамащи́ — правый отвод Калькауза, который начинается в районе Тахтапуля (но сохраняет направление вышележащего участка Калькауза и большую часть его объёма). Водный тракт Дамащи разделяется на участки, за которыми укрепились собственные названия. От головы до подхода к каналу Каракамыш на современных картах он именуется Кечкурук. Далее 1 км пути пролегает по руслу сбросного канала Каракамыш. Участок между отделением от Каракамыша и разделением канала надвое с отходом Джуна, в современных источниках именуется собственно Дамаши или Дамарык). Дамарык переходит с территории Ташкента на земли Ташкентской области. Концевой отрезок после отхода Джуна представляет собой фактически самостоятельный канал и известен как Рамадан. Рамадан оканчивается водосбросом в канал Ащисай.
Анхо́р — левый отвод Бозсу, который начинается ниже Малой Кольцевой дороги (но сохраняет направление вышележащего участка Бозсу и большую часть его объёма). Даёт начало каналу Бурджар, который, в свою очередь, сохраняет направление и основной объём вышележащего участка Анхора. После отхода Бурджара количество воды в Анхоре сильно падает и в дальнейшем постоянно уменьшается. Не существует единого мнения, где заканчивается Анхор. На юго-западной окраине города от русла отходит арык Эсхидархан, течение ниже этой точки иногда рассматривают как самостоятельный арык Канкус, а иногда относят к Анхору. Оба арыка разбираются на множество мелких и теряются, часть воды достигает Нижнего Бозсу. На Анхоре стоит Шейхантаурская ГЭС.
Бурджа́р — левый отвод Анхора, который начинается ниже Узбекистанского проспекта (но сохраняет направление вышележащего участка Анхора и большую часть его объёма). Впадает в Салар. Даёт начало каналу Актепа. На Бурджаре стоит Бурджарская ГЭС.
Актепа́ — правый отвод Бурджара, который начинается в районе Национального парка им. Алишера Навои́. Пересекается с каналом Анхор, течёт по историческому району Актепа, затем впадает в Нижний Бозсу. На Актепе стоит Актепинская ГЭС.

### Другие
Каракамы́ш — канал, протекающий по северной и северно-западной окраине города (имя канала носит массив Каракамыш). В отличие от большинства каналов Ташкента, не начинается из Бозсу или его отводов (питается водами крупного канала Зах на севере Ташкентского вилоята). На границе города соединяется с Нижним Бозсу. На протяжении 1 км по Каракамышу пролегает водный тракт Дамащи.
Бектеми́р — единственный крупный канал в Ташкенте, протекающий по левому берегу реки Чирчик, в Бектемирском районе (крайний юго-запад Ташкента). Берёт начало в районе Паркентского тракта.

## Озёра, пруды, водоёмы

Ташкент, 1871 год. Запруда на канале Анхор. Вид из сада дома Генерал-губернатора края («Белого дома»)

На территории города в разных местах в разное время существовали небольшие акватории, образованные искусственными запрудами. Одна из наиболее старых в городе запруд существовала ещё в XIX веке на канале Анхор позади сада Генерал-губернаторского дома («Белого дома») — в районе треугольника, образованного современной площадью «Мустакиллик», Президентским дворцом и стадионом «Пахтакор». Этот водоём просуществовал в Ташкенте до середины 10-х годов XX века.

Фрагмент карты Ташкента 1910 года с изображением пруда в саду дома Генерал-губернатора Туркестанского края.

Также существовало небольшое озеро, так называемое «Озеро Великого князя», устроенное в виде запруды, которое располагалось ниже по течению современного канала Бурджар приблизительно в 600—700 метрах от пересечения канала с Махрамским проспектом. Это небольшое искусственное озеро, образованное запрудой, использовалось для отдыха горожан — купания и катания на лодках. Оно было устроено Великим князем Николаем Константиновичем, жившим в Ташкенте. Этот водоём просуществовал в Ташкенте приблизительно до конца 10-х годов XX века.

Ташкент. Лодочная станция на Бозсу.

До конца 20-х годах XX века в Ташкенте не было крупных общедоступных водоёмов для купания горожан и катания на лодках. В начале тридцатых годов такой водоём появился — это было водохранилище, образованное строящейся плотиной Бозсуйской ГЭС — первой гидроэлектростанции в Чирчик-Бозсуйском каскаде ГЭС, так называемая Гидра. На этом водохранилище была устроена лодочная станция. Однако, когда на базе этого водохранилища была образована водозаборная станция ташкентского водопровода, лодочная станция была закрыта, а водохранилище стало недоступным для массового отдыха горожан. Во второй половине 40-х годов в ташкенте было построено (вырыто) два искусственных озера для купания и летнего отдыха горожан — Парк «Победы» (на канале Бозсу) и «Комсомольское озеро» (на канале Анхор).
В начале XXI века наиболее известными водоёмами в черте города можно считать:

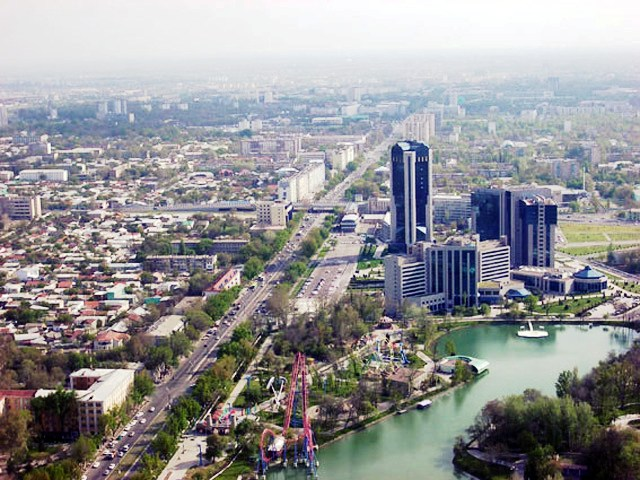
Ташкент. Вид Аквапарка с телевизионной вышки

- Аквапарк — получивший такое название после значительной реконструкции в конце 90-х годов прошлого века. До этого назывался «Парк Победы», названный так во второй половине 1940-х годов в честь победы в Великой Отечественной войне, когда создавалось озеро и зона отдыха вокруг него. Позднее, в конце шестидесятых годов прошлого века, рядом с Парком Победы был построен комплекс зданий Выставки достижений народного хозяйства Узбекской ССР.

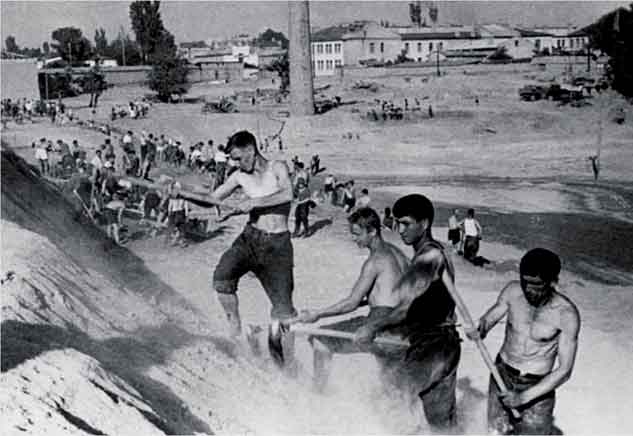
Строительство Комсомольского озера в Ташкенте

- Национальный парк имени Алишера Навои — до существенной реконструкции имевший название «Парк имени Ленинского комсомола» («Комсомольское озеро»). Своё название — «Комсомольское озеро» — парк и озеро получили в силу того, что для его создания в конце 30-х годов прошлого века в своё нерабочее время на бесплатной основе широко привлекались жители города (например неработающие домохозяйки), а также в массовом порядке члены молодёжной коммунистической организации — комсомола. Кроме того, для его постройки в значительной степени привлекался труд заключённых. Первоначально в 1939 году носил название «Парк культуры и отдыха имени И. В. Сталина». Этот парк общей площадью 29 га создавался на территории, располагавшейся за Бешагачскими воротами старой городской стены, на левом берегу канала Анхор по генеральному плану, разработанным архитекторами М. Булатовым и Л. Карашом. В этом месте ранее находились кирпичные заводы, и при выборке грунта, который использовался в качестве сырья на этих заводах, образовался котлован довольно живописных очертаний площадью около 9 га и глубиной 3 — 7 метров. Этот котлован и был использован для создания на территории парка искусственного озера. В созданном парке были разбиты аллеи деревьев, также были оборудованы пляжи, построен водный стадион, зелёный театр, лодочные станции, а также детская железная дорога. Круговая аллея, идущая вдоль озера и местами образовывашая набережную, связывала все объекты парка. Также по замыслу архитекторов все парковые сооружения располагались на перпендикулярных осях контура берегов водоема.
- Бахт — озёра Бахт и Рохат и зона отдыха вокруг них были созданы в 1973—1975 годах XX века на базе гравийных карьеров в пойме реки Чирчик вблизи Ташкента.
- Роха́т — в настоящее время на территории вокруг этого водоёма создан Ташкентский гольф-клуб, являющийся первым в среднеазиатском регионе гольф-клубом международного стандарта (общая площадь полей составляет 7015 ярдов)[9][10].

## Ретроспектива

Схема оросительной системы реки Чирчик по состоянию на начало XX века

Некоторые каналы и водоёмы, существовавшие в прошлом, в настоящее время прекратили своё существование или их режим существенно изменился. К числу таких можно отнести, например, каналы:
- Дарха́н — в XIX—м и начале XX века был заметной водной артерией. Являлся отводом Салара и протекал параллельно ему. В топонимике города до недавнего времени сохранились названия «Дархан», «Дархан-арык» на улице Пушкинской. В настоящее время начинается от Аккургана и доходит лишь до станции метро «Хамид Алимджан».
- Яланга́ч — левый отвод Бозсу. Ранее впадал в Салар в районе Старого ТашМИ, что хорошо видно на картах XIX века. В настоящее время этот арык сохранился, но только в верхнем течении, доходя приблизительно до улицы Файзуллы Ходжаева.
- Гадрага́н — являлся левым отводом Бозсу. Небольшой канал, протекающий по центру города. Ныне вода в канал подаётся непостоянно, и он на значительном протяжении убран в гидротехнические трубы. Надземные участки имеются, например, в бывшем сквере Гагарина, в жилом квартале за центральным выставочным залом, у Министерства внутренних дел РУз. Питает озеро в зелёной зоне к северу от метро Космонавтов и озеро в парке имени Бабура. Ранее являлся источником водоснабжения для крепости Кокандская Урда.
- Региста́н — левый отвод Калькауза, протекавший в прошлом с севера на юг по центру Старого города (в т.ч. на месте современного рынка Чорсу). Впадал в Джангоб.

### Первый Ташкентский водопровод
В декабре 1874 года в Ташкенте был пущен городской водопровод, однако, первая попытка устройства водопровода в Ташкенте не увенчалась успехом. Вот что пишет Н. Маев в своём очерке «Русский Ташкент», опубликованном в литературном приложении к журналу «Нива» за 1890 год, на с. 127:

Была попытка устройства водопровода въ русский Ташкентъ изъ реки Чирчика *). Это было ещё во время управления Туркестанскимъ краемъ покойнаго К. П. фонъ-Кауфмана. Но — былъ-ли плохъ строитель водопровода (постройка была отдана ему на коммерческомъ праве), или же повлияли другия, неблагоприятствовавшиия причины, но только водопроводъ, длиною всего въ одну версту, строившийся шесть лътъ и стоивший казне 48,000 руб., — совершенно не удался. Вода не пошла въ городъ. Въ 1882 году, въ виду безполезности недействующихъ сооружений злосчастнаго водопровода, желоба его были проданы съ публичнаго торга за 745 руб., а въ 1884 году все сооружения водопровода (арки, насыпь и проч.) были переданы безвозмездно въ собственность города и имъ уничтожены. Отъ затраченной на постройку водопровода суммы получилось только «дело» о сооружении водопровода и контрольный начетъ на строителя; жители остались при той же испорченной воде.

- Точнее — изъ канала Акъ-Курганъ, выходящего изь Чирчика, вне города Ташкента.